# Ig. Eisler & Comp.

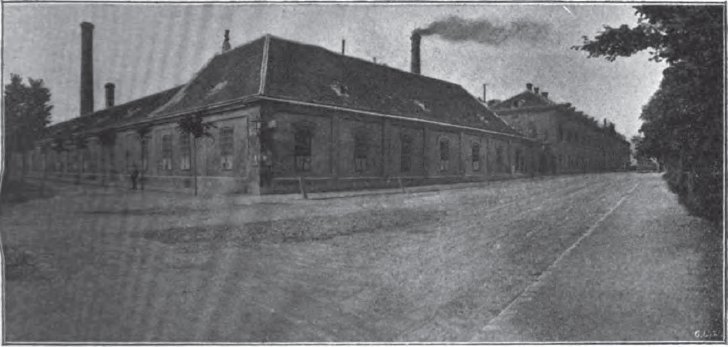
k.u.k. Militär-Konservenfabrik Ig. Eisler & Co., Inzersdorf (um 1900)

Ig. Eisler & Comp. war eine K. u. k. Militär-Conservenfabrik in Inzersdorf bei Wien während der österreichisch-ungarischen Monarchie.

## Geschichte
Die k. u. k. Militär-Conservenfabrik Ig. Eisler & Co. zu Inzersdorf bei Wien wurde 1873 durch den Unternehmer Ignaz Eisler (1822–1902) gegründet und 1877 auf der Realität Nr. 13, Ortsstraße Nr. 22, gegenüber der Pfarrkirche Inzersdorf neu errichtet und erweitert (Genehmigung der k. k. Bezirkshauptmannschaft Sechshaus vom 5. September 1877, Z. 23855). Die Fabrik umfasste einen Flächenraum von 17.500 m², verfügte über sechs Dampfkessel mit zusammen 350 m² Heizfläche und drei Dampfmaschinen. Kurz danach wurde das Unternehmen mit dem Privileg ausgezeichnet, die Bezeichnung k.k. ausschließlich privilegierte Conserven- und Suppenextrakt-Fabrik Ig. Eisler & Comp. zu führen.

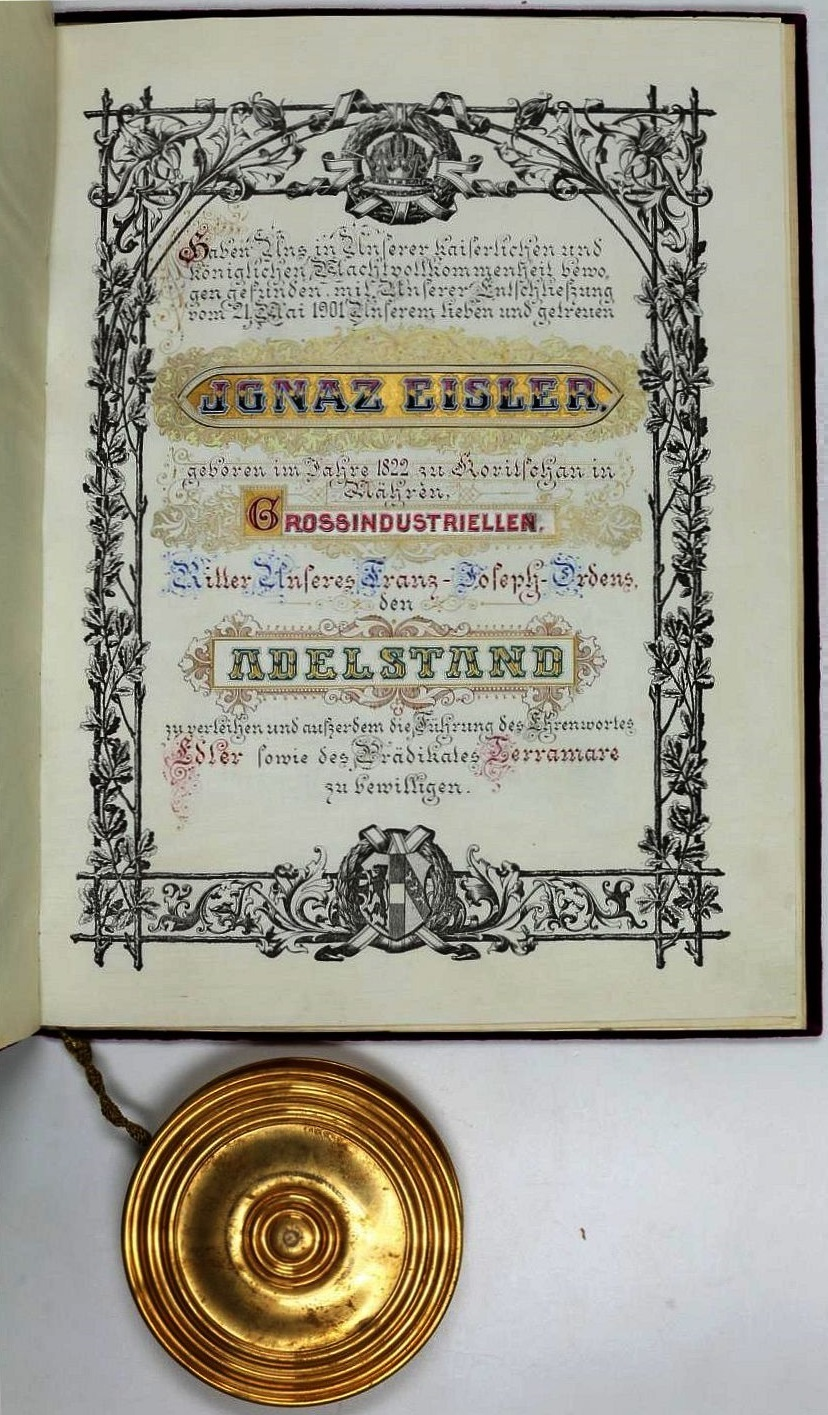
Adelsdiplom für Ignaz Eisler von Terramare, 1901

Für die k. u. k. Armee wurden Fleisch-, Gemüse-, Suppen- und Kaffee-Konserven hergestellt. Die ausgedehnten, allen hygienischen Anforderungen entsprechenden Arbeitsräume und Werkseinrichtungen ermöglichten im Mobilisierungsfalle die tägliche Verarbeitung von 500 Mastochsen zu Fleisch-Konserven in Blechbüchsen.
Für den geringfügigen Friedensbedarf an Armee-Konserven stand die Fabrik jährlich nur wenige Wochen im Betrieb, dagegen wurden die meisten frischen Gemüse, wie Spargel, grüne Erbsen, Bohnen, Champignons usw., teils in Blechbüchsen, teils als Trockengemüse konserviert. Durch diesen Fabrikationszweig wurde es der Landwirtschaft ermöglicht, ihre Erzeugnisse entsprechend besser zu verwerten.
Die als Reise-, Jagd-, Touristen- und Schiffs-Proviant dienenden Konserven wurden in reichlicher Auswahl ebenfalls hergestellt.
Die damaligen Eigentümer der Fabrik waren Ignaz Eisler (1822–1902), der k.k. Kommerzialrath Sigmund Eisler (1847–1910) sowie Josef Eisler (1855–1913). Ignaz wurde durch Kaiser Franz Joseph per Diplom, ausgestellt in Wien am 6. Juli 1901, in den erblichen österreichischen Adelsstand erhoben und durfte sich, zusammen mit seinen ehelichen Nachkommen, fortan "Eisler von Terramare" nennen. Sowohl er als auch Josef Eisler von Terramare ließen sich prunkvolle Mausoleen auf dem Wiener Zentralfriedhof errichten.
Um die Jahrhundertwende ging das Unternehmen in den Besitz des Präsidenten der Anglobank Ltd. London-Wien über und wurde in weiterer Folge Teil der Inzersdorfer Nahrungsmittelwerke Ges. m. b. H.